# Брёкер, Томас
То́мас Брёкер (нем. Thomas Bröker; 22 января 1985, Меппен, ФРГ) — немецкий футболист, нападающий.

## Клубная карьера
Брёкер успел поиграть за «Кёльн», дрезденское «Динамо», «Падерборн 07», «Рот-Вайсс» из Алена и «Фортуну». Летом 2012 года вновь вернулся в состав «Кёльна». В 2015 году стал игроком «Дуйсбурга». 12 января 2018 года новой командой нападающего стала «Фортуна» (Кёльн).

## В сборной
Провёл 4 матча за сборную Германии U-20 (3 товарищеских матча и 1 официальный).

## Достижения
- Победитель Второй Бундеслиги (1): 2004/05